# عبد الله أوزغار
عبد الله أوزغار مواطن ذو جنسية مُشتركة بين كل من كندا والمغرب، اشتهر بعدما تم اعتقاله في كندا بعد أحداث 11 سبتمبر 2001، وذلك للاشتباه بتورطه في علاقات مع منظمات إرهابية. كما تم إلقاء القبض في وقت لاحق على رجل في تايوان كان قد استخدم جواز سفر عبد الله وحاول التلاعب به، كما اتهمت فرنسا أوزغار باستعمال وثائق مزورة وتزوير أخرى بالإضافة إلى تهمة التآمر مع منظمات مشكوك في وجودها.

## الحياة
عبد الله هو سائق شاحنة يستعملها في مجال التجارة،  وقد ادعى أنه اشترى منزل في البداية في مونتريال وذلك في عام 1996، حيث طُلب منه العمل كجاسوس قصد مراقبة تحركات أجهزة مخابرات كندية من مصادر لم يُفصح عنها، لكنه رفض هذه المهمة على أساس ديني، وقد اعترف في وقت لاحق بهذه التهمة بعدما أجبرته المخابرات على الاعتراف، لكنه نفى أن تلك المصادر حاول تجنيده. وقد أكدت أجهزة المخابرات الكندية أنها تحتفظ باتصالات مشبوهة قام بها عبد الله مع مهاجم جزائري-كندي آخر يحمل اسم فاتح كمال.

## الاعتقال والإفراج
يزعم جون نوريس محامي أوزغار أنه حتى لو كان موكله متورط في تزوير جواز السفر، فإن الجريمة قد وقعت في كندا وبالتالي يجب أن يحاكم في كندا. وعند جلسة المحكمة قبل تسليمه للسطات أظهرت الشرطة عدد من المكالمات الهاتفية التي تمت بين زهير شولح وعبد الله وما زاد من إثارة الشكوك كون هذا الأخير كان يعيش في مونتريال.
بينما كان يواجه عبد الله خطر التسليم إلى السلطات، أصبح تقني تصليح الحاسوب؛ لكنه تفاجئ بغارة على منزله وتم الاستيلاء في وقت لاحق على كل ممتلكاته بسبب تهمة الدعوة  إلى الجهاد.
تولت المحامية سوزان هيميل مسؤولية الدفاع عن أوزغار، وقد قام القاضي بتأجيل المحاكمة بسبب اعتلال صحة أصاب عبد الله قرارا في 12 يناير/كانون الثاني 2007، لكن قاضي التحقيق أشار إلى أن «هناك أدلة كافية تظهر أن أوزغار كان عضوا في جماعة إرهابية».
ومع ذلك، فإن تسليمه للسطات الفرنسية لم يتم إلا بتاريخ يونيو 2009، حيث تم سجنه مباشرة وذلك بتهمة تزوير جواز السفر.